# 庫魯傑爾河
庫魯代爾河（烏克蘭語：Курудер），是烏克蘭西南部的河流，屬於薩拉塔河的左支流。該河發源自納傑日達以東，流經敖德薩州的別爾哥羅德-德涅斯特羅夫斯基區，河道全長13公里。